# WΔZ
WΔz (pronunciado uve doble delta zeta) es un thriller de terror del Reino Unido de 2008 estrenado el 22 de febrero de 2008. Sus protagonistas son Stellan Skarsgård, Melissa George, Ashley Walters, y Selma Blair. Fue estrenado en los Estados Unidos bajo el título The Killing Gene (El gen asesino).

## Argumento
Empiezan a aparecer cuerpos en las calles más oscuras de la ciudad, algunos de los cuales están horriblemente mutilados, mientras que otros tienen la ecuación marcada en su carne. El detective Eddie Argo (Stellan Skarsgård) y su nueva compañera (Melissa George) empiezan a desentrañar el significado de la ecuación, dándose pronto cuenta de que a las víctimas se les da a elegir entre matar a sus seres queridos, o morir.

## Reparto
- Stellan Skarsgård como Detective Eddie Argo
- Melissa George como Helen Westcott
- Selma Blair como Jean Lerner
- Tom Hardy como Pierre Jackson
- Ashley Walters como Daniel Leone
- Paul Kaye como Gelb
- Michael Wildman como O'Hare
- Sally Hawkins como Elly Carpenter
- Michael Liebman como Wesley Smith
- John Sharian como Jack Corelli
- Alibe Parsons como Sra. Allaway